# 大場泰正
大場 泰正（おおば やすまさ、1972年11月7日 - ）は、東京都出身の俳優。身長178cm。早稲田大学中退。所属事務所はUAM株式会社。

## 略歴
1993年、文学座研究所に入り、1998年、座員になる。
2010年、「文学座・座内五賞」のうちの一つである「岩田賞」を受賞。
2020年3月、文学座を退団。

## 人物
ノルウェーの劇作家ヘンリック・イプセンのファンであり、俳優座が彼の代表作である『人形の家』を2017年に音楽劇として翻案する際、当初大場は抗議するつもりだったが、音楽劇として翻案することで新たな発見を見いだせたとのちに振り返っている。

## 主な出演作品

### 映画
- 午後の遺言状（日本ヘラルド映画、1995年） - カメラマン 役
- 日本のいちばん長い日 (2015年） - 井田正孝（陸軍中佐） 役
- 関ヶ原（2017年） - 大谷刑部 役[3]
- 検察側の罪人（2018年） - 前川直之 役
- ダンスウィズミー （2019年）
- 海辺の映画館―キネマの玉手箱（2020年、アスミック・エース）
- サイレント・トーキョー（2020年12月4日、東映） - 鈴木学 役
- 燃えよ剣（2021年10月公開[注 1][5]、東宝/アスミック・エース） - 七里研之助 役[6]
- シン・ウルトラマン（2022年）[7]
- ヘルドッグス（2022年9月16日、東映 / ソニー・ピクチャーズエンタテインメント） - 大前田忠治 役[8]
- 忌怪島/きかいじま（2023年6月16日、東映） -  園田哲夫 役[9]
- BAD LANDS バッド・ランズ（2023年9月29日、東映 / ソニー・ピクチャーズエンタテインメント） - 教授 役[10]
- 新幹線大爆破（2025年4月23日、Netflix）- 吉村慎之介 役

### テレビドラマ
- 連続テレビ小説「甘辛しゃん」（1997年 - 1998年、NHK） - 恩田（榊）万作 役
- 愛の劇場「パパ・レンタル中」（1998年、TBS） - 弁護士・紀一郎 役
- 浅見光彦シリーズ11「蜃気楼」（1998年10月26日、TBS） - 幹瀬由起仁 役
- 金曜時代劇「スキッと一心太助」（1999年 - 2000年、NHK）
- 大河ドラマ「葵 徳川三代」（2000年、NHK） - 後水尾天皇 役
- 遺留捜査スペシャル2（2014年8月9日、テレビ朝日） - 三井伸一 役
- 相棒 Season14 第13話「伊丹刑事の失職」（2016年1月27日、テレビ朝日） - 今井将司 役
- 未解決事件 File.05 ロッキード事件（2016年7月23日、NHK） - 松田昇 役
- 連続ドラマW「石つぶて〜外務省機密費を暴いた捜査二課の男たち〜（2017年11月、WOWOW） - 梶谷健仁 役
- メゾン・ド・ポリス 第2話（2019年1月18日、TBS） - 本橋道夫 役
- 病院の治しかた〜ドクター有原の挑戦〜（2020年1月 - 3月、テレビ東京） - 宇野仁志 役
- 科捜研の女 Season 19 第33話（2020年3月12日、テレビ朝日） - 本多幸一 役
- 月曜プレミア8 十津川警部の事件簿（2020年 - 、テレビ東京） - 六条勝幸 役
- 嫌われ監察官 音無一六 season1 第1話（2022年5月6日、テレビ東京） - 今林則彦 役
- 合理的にあり得ない〜探偵・上水流涼子の解明〜 第4話・第6話（2023年5月8日・22日、関西テレビ・フジテレビ） - 野川慎一 役
- VIVANT 最終話（2023年9月17日、TBS） - キメル 役
- 旅人検視官 道場修作「庄内・湯野浜温泉殺人事件」（2023年12月17日、BS日テレ） - 青山明 役
- それぞれの孤独のグルメ 第2話（2024年10月12日、テレビ東京） - 小宮山武 役
- ドラマW ゴールデンカムイ -北海道刺青囚人争奪編- 最終話（2024年12月1日、WOWOW）
- スティンガース 警視庁おとり捜査検証室 第4話（2025年8月12日、フジテレビ） - 須藤一馬 役[11]

### 吹き替え
- ER緊急救命室シーズンXI #3（ウルバヌス〈マーク・エリオット・シルヴァーバーグ〉）
- ブレア・ウィッチ・プロジェクト（ジョシュ・レナード）

### 舞台
「エレファント・マン」など、文学座作品に多数出演。客演としては
- 「光る河」（演劇ユニットてがみ座、2010年） - 主演
- 「ダディ」（2022年7月9日 - 27日、東京グローブ座 / 8月5日 - 7日、COOL JAPAN PARK OSAKA TTホール） - アンドレ役[12]
- 「白衛軍 The White Guard」（2024年12月3日 - 22日、新国立劇場 中劇場）[13]
- 「リア王」（2025年10月9日 - 11月3日〈予定〉、THEATER MILANO-Za / 11月中旬〈予定〉、SkyシアターMBS）[14]

### 舞台演出
- ミュージカル「ATLAS」（劇団オーバーチュア、1998年）